# Équipe de Slovénie de Coupe Davis
L'équipe de Slovénie de Coupe Davis représente la Slovénie à la Coupe Davis. Elle est placée sous l'égide de la Fédération slovène de tennis.

## Historique
Créée en 1993 après l'éclatement de l'équipe de Yougoslavie de Coupe Davis, l'équipe de Slovénie de Coupe Davis n'a jamais participé au groupe mondial mais a évolué en 1995 et 2001 dans le groupe I de la zone Europe-Afrique. Elle est actuellement[Quand ?] dans le groupe II.

## Joueurs de l'équipe
Les chiffres indiquent le nombre de matchs joués-remportés
Les joueurs historiques de l'équipe :
- Grega Žemlja
- Blaž Kavčič
- Aljaž Bedene
- Luka Gregorc
- Andrej Kračman
- Marko Tkalec (28-13)